# Gradina Badanj
Gradina Badanj nalazi se iznad ceste Tribalj - Crikvenica. Ovalnog je tlocrta s dva prstena obrambenih zidova. Od sklopa je dobro sačuvana kula s cisternom. Zidana je uslojenim priklesanim lomljencima. Prva je faza gradine iz vremena učvršćavanja liburnskog limesa u 4. stoljeću kada je bila specula na cesti Tarsatica - Senia. Proširuje se između 6. i 8. stoljeća te kasnije postaje središte vojnopolitičke vlasti (župski grad), značaj gubi u 13. stoljeću kada se i napušta. Srušena potresom 1321. Posebnost ove utvrde su dobro sačuvane latrine u istočnom dijelu ophoda koje potvrđuju značaj ovog refugija u sistemu Liburnijskog limesa u kojem je moralo boraviti veći broj ljudi.

## Zaštita
Pod oznakom RRI-0405-1976. zavedeno je kao nepokretno kulturno dobro - pojedinačno, pravna statusa zaštićena kulturnog dobra, klasificirano kao "kopnena arheološka zona/nalazište".